# Loomis (Califòrnia)
Loomis és una població dels Estats Units a l'estat de Califòrnia. Segons el cens del 2000 tenia 6.260 habitants.

## Demografia
Segons el cens del 2000, Loomis tenia 6.260 habitants, 2.206 habitatges, i 1.729 famílies. La densitat de població era de 328,8 habitants/km².
Dels 2.206 habitatges en un 39,1% hi vivien nens de menys de 18 anys, en un 62,3% hi vivien parelles casades, en un 11,1% dones solteres, i en un 21,6% no eren unitats familiars. En el 16,8% dels habitatges hi vivien persones soles el 6,6% de les quals corresponia a persones de 65 anys o més que vivien soles. El nombre mitjà de persones vivint en cada habitatge era de 2,82 i el nombre mitjà de persones que vivien en cada família era de 3,17.
Per edats la població es repartia de la següent manera: un 28,8% tenia menys de 18 anys, un 6,4% entre 18 i 24, un 27,6% entre 25 i 44, un 25,5% de 45 a 60 i un 11,7% 65 anys o més.
L'edat mediana era de 38 anys. Per cada 100 dones de 18 o més anys hi havia 94,3 homes.
La renda mediana per habitatge era de 60.444 $ i la renda mediana per família de 64.837 $. Els homes tenien una renda mediana de 50.458 $ mentre que les dones 31.140 $. La renda per capita de la població era de 30.384 $. Entorn del 2,5% de les famílies i el 3,4% de la població estaven per davall del llindar de pobresa.

## Poblacions més properes
El següent diagrama mostra les poblacions més properes.